# Campioni italiani assoluti di atletica leggera indoor - Getto del peso femminile
Questa pagina raccoglie un elenco di tutte le campionesse italiane dell'atletica leggera nel getto del peso indoor, specialità introdotta ai campionati italiani assoluti di atletica leggera indoor sin dalla prima edizione del 1970 e attualmente ancora parte del programma della manifestazione.

## Albo d'oro
| Anno | Atleta (società)                                            | Prestazione |
| ---- | ----------------------------------------------------------- | ----------- |
| 1970 | Silvana Forcellini Fiat Torino                              | 13,79 m     |
| 1971 | Silvana Forcellini Fiat Torino                              | 13,94 m     |
| 1972 | Maria Stella Masocco libera                                 | 14,98 m     |
| 1973 | Cinzia Petrucci Lyceum Ostia                                | 15,56 m     |
| 1974 | Cinzia Petrucci Lyceum Ostia                                | 15,31 m     |
| 1975 | Cinzia Petrucci Lyceum Ostia                                | 16,50 m     |
| 1976 | Elena Stojanova Bulgaria                                    | 19,41 m     |
| 1977 | Ilona Slupianek Germania Est                                | 20,14 m     |
| 1978 | Cinzia Petrucci Iveco Torino                                | 16,63 m     |
| 1979 | Angela Anzelotti Fiat OM Brescia                            | 15,31 m     |
| 1980 | Cinzia Petrucci Fiat Iveco Torino                           | 17,30 m     |
| 1981 | Cinzia Petrucci Fiat Sud Lazio                              | 16,82 m     |
| 1982 | Cinzia Petrucci Iveco Brescia                               | 16,36 m     |
| 1983 | Concetta Milanese Fiat Sud Lazio                            | 15,46 m     |
| 1984 | Concetta Milanese Fiat Sud Lazio                            | 15,82 m     |
| 1985 | Concetta Milanese Sisport Paraflù Torino                    | 15,78 m     |
| 1986 | Agnese Maffeis SNIA BPD Milano                              | 15,56 m     |
| 1987 | Agnese Maffeis INA Primavera Torino                         | 15,95 m     |
| 1988 | Agnese Maffeis INA Primavera Torino                         | 16,00 m     |
| 1989 | Agnese Maffeis INA Primavera Torino                         | 17,19 m     |
| 1999 | Agnese Maffeis INA Primavera Torino                         | 17,71 m     |
| 2000 | Agnese Maffeis INA Primavera Torino                         | 17,90 m     |
| 2001 | Cristiana Checchi CUS Universo Bologna                      | 16,03 m     |
| 2002 | Assunta Legnante Atletica Camelot                           | 19,20 m     |
| 2003 | Assunta Legnante Atletica Camelot                           | 17,86 m     |
| 2004 | Assunta Legnante Tris Milano                                | 17,85 m     |
| 2005 | Assunta Legnante Atletica Camelot                           | 17,96 m     |
| 2006 | Chiara Rosa Gruppo Sportivo Fiamme Azzurre                  | 18,41 m     |
| 2007 | Assunta Legnante Atletica Camelot                           | 18,65 m     |
| 2008 | Chiara Rosa Gruppo Sportivo Fiamme Azzurre                  | 18,63 m     |
| 2009 | Assunta Legnante Italgest Athletic Club                     | 18,85 m     |
| 2010 | Julaika Nicoletti Fondiaria SAI Atletica                    | 16,35 m     |
| 2011 | Chiara Rosa Gruppo Sportivo Fiamme Azzurre                  | 18,34 m     |
| 2012 | Julaika Nicoletti Gruppo Sportivo Forestale                 | 17,04 m     |
| 2013 | Chiara Rosa Gruppo Sportivo Fiamme Azzurre                  | 18,11 m     |
| 2014 | Chiara Rosa Gruppo Sportivo Fiamme Azzurre                  | 18,23 m     |
| 2015 | Chiara Rosa Gruppo Sportivo Fiamme Azzurre                  | 17,51 m     |
| 2016 | Chiara Rosa Gruppo Sportivo Fiamme Azzurre                  | 17,55 m     |
| 2017 | Chiara Rosa Gruppo Sportivo Fiamme Azzurre                  | 16,17 m     |
| 2018 | Chiara Rosa Gruppo Sportivo Fiamme Azzurre                  | 16,71 m     |
| 2019 | Chiara Rosa Gruppo Sportivo Fiamme Azzurre                  | 15,72 m     |
| 2020 | Chiara Rosa Gruppo Sportivo Fiamme Azzurre                  | 16,56 m     |
| 2021 | Chiara Rosa Gruppo Sportivo Fiamme Azzurre                  | 17,40 m     |
| 2022 | Martina Carnevale Atletica Studentesca Rieti Andrea Milardi | 16,12 m     |
| 2023 | Monia Cantarella Atletica Libertas ARCS CUS Perugia         | 15,96 m     |

## Plurivincitrici
- 12 vittorie: Chiara Rosa
- 7 vittorie: Cinzia Petrucci
- 6 vittorie: Agnese Maffeis, Assunta Legnante